# Julien Cétout
Julien Cétout, né le 2 janvier 1988 à Chartres (Eure-et-Loir), est un footballeur français évoluant au poste d'arrière droit et de milieu défensif.

## Biographie

### Jeunesse et formation
Julien Cétout est né le 2 janvier 1988 ,,,,,.
D'ascendance antillaise, Julien Cétout commence le football dans le club de sa ville natale, le FC Chartres. Il y joue de douze à quinze ans avant d'intégrer l'INF Clairefontaine.
Ce jeune milieu défensif au physique imposant (183 cm pour 74 kg) rejoint le centre de formation de l'AS Saint-Étienne en 2004. Il est sélectionné dans les équipes de jeunes françaises (9 sélections en U15 et 15 en U16) et est promis à un bel avenir, mais se blesse en fin de saison 2006-2007. Il joue cinquante matchs avec l'équipe réserve. Il n'est pas conservé à l'orée de la saison 2008-2009 et rejoint le Tours FC, promu en Ligue 2, entraîné par un ancien stéphanois, Daniel Sanchez.

### Tours FC (2008-2014)
Au Tours FC, Julien Cétout s’impose comme titulaire indiscutable dès la saison suivante.
Après la saison 2011-2012 avec le Tours FC, Julien Cétout souffre d'une rupture des ligaments croisés du genou gauche qui l'éloigne six mois des terrains. C'est la seconde fois de sa carrière qu'il subit cette lourde blessure, la première fois fut au genou droit lors de son passage au centre de formation à Saint-Étienne. Cétout est alors en fin de contrat en juin 2012 et le club tourangeau souhaite le prolonger. Il signe pour un contrat d'un an plus une année.
Le 1er mars 2013 au Stade de la Vallée du Cher, pour le compte de le 27e journée de Ligue 2 contre Caen (1-1), Julien Cétout marque son premier but de sa carrière d'une frappe du pied gauche.
Lors de la saison 2013-2014, il passe la saison à divers postes dans le onze tourangeau, performance qui ne passe pas inaperçue, d'où l'intérêt de plusieurs clubs de Ligue 1. Milieu de terrain défensif, il dépanne parfois comme arrière droit et figure même à ce poste dans l’équipe type de la saison 2013-2014 par France Football.

### AS Nancy-Lorraine (2014-2018)
Arrivé en fin de contrat au Tours FC, Julien Cétout signe à l’AS Nancy-Lorraine pour trois ans à 26 ans. Pour sa première saison en Lorraine, il dispute 31 matchs de championnat. Après 19 journées de Ligue 2 de l'exercice 2015-2016, il est déjà à six buts marqués pour deux passes décisives données. Fort de ses bonnes performances et de sa place de titulaire incontestable dans son nouveau poste d'arrière droit, en janvier 2016, son contrat est prolongé jusqu'en 2019.

### Hapoël Beer-Sheva (2018)
Le 8 juillet 2018, il s'engage pour deux saisons avec l'Hapoël Beer-Sheva.
Le 21 décembre 2018, il résilie son contrat.

## Statistiques
| Saison                | Club                  | Championnat           | Championnat | Championnat | Coupe nationale | Coupe nationale | Coupe de la Ligue | Coupe de la Ligue | Total | Total |
| Saison                | Club                  | Division              | M.          | B.          | M.              | B.              | M.                | B.                | M.    | B.    |
| 2008-2009             | Tours FC              | Ligue 2               | 20          | 0           | 2               | 0               | -                 | -                 | 22    | 0     |
| 2009-2010             | Tours FC              | Ligue 2               | 31          | 0           | 3               | 0               | 2                 | 0                 | 36    | 0     |
| 2010-2011             | Tours FC              | Ligue 2               | 34          | 0           | 1               | 0               | 1                 | 0                 | 36    | 0     |
| 2011-2012             | Tours FC              | Ligue 2               | 32          | 0           | 3               | 0               | 2                 | 0                 | 37    | 0     |
| 2012-2013             | Tours FC              | Ligue 2               | 19          | 1           | -               | -               | -                 | -                 | 19    | 1     |
| 2013-2014             | Tours FC              | Ligue 2               | 32          | 2           | -               | -               | 3                 | 0                 | 35    | 2     |
| Sous-total            | Sous-total            | Sous-total            | 168         | 3           | 9               | 0               | 8                 | 0                 | 185   | 3     |
| 2014-2015             | AS Nancy-Lorraine     | Ligue 2               | 31          | 0           | 2               | 0               | -                 | -                 | 33    | 0     |
| 2015-2016             | AS Nancy-Lorraine     | Ligue 2               | 35          | 6           | 1               | 0               | -                 | -                 | 36    | 6     |
| 2016-2017             | AS Nancy-Lorraine     | Ligue 1               | 28          | 1           | 1               | 0               | 4                 | 0                 | 33    | 1     |
| 2017-2018             | AS Nancy-Lorraine     | Ligue 2               | 8           | 0           | 1               | 0               | 1                 | 0                 | 10    | 0     |
| Sous-total            | Sous-total            | Sous-total            | 102         | 7           | 5               | 0               | 5                 | 0                 | 112   | 7     |
| Total sur la carrière | Total sur la carrière | Total sur la carrière | 270         | 10          | 14              | 0               | 13                | 0                 | 297   | 10    |

## Palmarès

### Club
AS Nancy-Lorraine
- Ligue 2
  - Champion : 2016

## Condamnation judiciaire
Le 2 mars 2017, Julien Cétout est placé en garde à vue à la suite de violences conjugales, survenues à la suite d'une dispute avec sa compagne. Le 16 mai 2017, le joueur est condamné par le tribunal de Nancy à trois mois de prison avec sursis et à payer 3 500 € de dommages et intérêts à sa compagne.